# Huacapampa Alta
Huacapampa Alta es un caserío peruano ubicado en el distrito de Chalaco, perteneciente a la provincia de Morropón del departamento de Piura, al norte del Perú. 

## Ubicación
Huacapampa Alta se ubica al noreste de la provincia de Morropón, en el distrito de Chalaco, en el departamento de Piura.

## Demografía
En 2017 Huacapampa Alta tenía una población de 179 habitantes.
| Gráfica de evolución demográfica de Huacapampa Alta entre 1993 y 2017 |
|                                                                       |
| Fuentes: Población 1993 y 2017                                        |